# شهرستان بنر (نبراسکا)
شهرستان بنر، نبراسکا (به انگلیسی: Banner County, Nebraska) یک سکونتگاه مسکونی در ایالات متحده آمریکا است که در نبراسکا واقع شده‌است.

## خصوصیات
شهرستان بنر ۱٬۹۳۲٫۱۴ کیلومترمربع مساحت دارد.